# Parectopa tyriancha
Parectopa tyriancha là một loài bướm đêm thuộc họ Gracillariidae. Nó được tìm thấy ở Queensland.